# Theridion solium
Theridion solium är en spindelart som beskrevs av Benoit 1977. Theridion solium ingår i släktet Theridion och familjen klotspindlar. Inga underarter finns listade i Catalogue of Life.